# 笑ってポン!
『笑ってポン！』（わらってポン）は、TBS系列（信越放送と北陸放送を除く）とテレビ山口（当時フジテレビ系列とのクロスネット局）で放送されていたTBS製作のバラエティ番組である。全12回。TBS系列では1983年7月6日から同年9月28日まで、毎週水曜 19時00分 - 19時54分（日本標準時）に放送。

## 概要
前番組『突撃HOTスタジオ!』の早期終了を受けてスタート。引き続きたのきんトリオ、ビートたけし、松本伊代が出演したが、番組は3か月で終了した。元出演者のたけしはたびたび「3回で打ち切りになった」と語っているが、実際の放送回数は12回である。また、『日経エンタテインメント!』2000年7月号に「有名な短命番組No.1」として紹介されているが、こちらにもデータの誤りが見られる。
2000年4月15日には、期首特番『新・笑ってポン2000』としてタイトルのみ17年ぶりに復活を果たした。

## 番組タイトル
本番組のタイトルは、プロデューサーの桂邦彦が命名した。あまりのネーミングセンスのひどさに、『ビートたけしのオールナイトニッポン』でたけしや高田文夫からさんざんネタにされた。
また構成担当の景山民夫は、番組の企画会議でさんざんネーミング案を出させた末に、最後は自身の思いつきで腰くだけな番組タイトルに決めた桂に呆れたと自身の著書『極楽TV』（新潮社、ISBN 4-10-110213-9）で語っている。景山は過去にバラエティ番組のくだらないネーミングに警鐘を鳴らしていたが、まさか自身の担当する番組がこのようなタイトルになるとは思わなかったらしく、同書の読者へ詫びる文を寄せている。

## 出演者
- 田原俊彦（たのきんトリオ）
- 近藤真彦（たのきんトリオ）
- 野村義男（たのきんトリオ）
- ビートたけし
- 松本伊代
- 生島ヒロシ
- 竹中直人
- 三浦洸一
- ラッツ&スター
- コント赤信号
- 片岡鶴太郎
- 松居直美

## スタッフ
- 構成：こじま啄磨、永井準、景山民夫、廣岡豊 / 大岩賞介
- 音楽：宮川泰、たかしまあきひこ
- 振付：西条満
- プロデューサー：桂邦彦、三角英一

## 番組内容
全編番組宣伝のパロディコントで、架空の番組案内となっていた。進行役を務めていたのは松本伊代と生島ヒロシで、ビートたけしはスタジオゲストという設定で出演していた。
紅白仮面
勧善懲悪ものの特撮ヒーローのパロディ。ただし、ビートたけし扮する紅白仮面が怪獣や宇宙人を呼び寄せ、近藤真彦の操縦する巨大ロボット「木人38号」（『鉄人28号』のパロディ）と対決するという展開である。8月17日放送分では、同時に現われた複数の怪獣に襲われた木人38号が自爆して果て、2代目ロボットとして木人39号が登場した。しかし、最終回では木人39号も破壊されてしまい、最後には操縦者の近藤自身が巨大化して紅白仮面を撃退した。
このコーナーにはウルトラシリーズに登場した怪獣が毎回出演し、円谷プロが協力としてクレジットされていた。紅白仮面は、その名の通りに顔を縦に紅白に塗り分けていた。またけっこう弱い。
ダジャレベストテン
出演者が演じるダジャレコントを『ザ・ベストテン』風に紹介する。
金太郎侍
番組タイトルは『桃太郎侍』のパロディ。「第二万○○回放送」と最初に紹介されるが、もちろん二万回も放送されていない。
柔道熱血一直線！
柔道部を舞台とする青春ドラマのパロディ。田原俊彦が主人公を演じた。
竹中シアター
竹中直人が遠藤周作のモノマネや十八番ネタの「笑いながら怒る人」を披露した。
トランポリン劇場
ホームドラマのパロディ。トランポリンの上にセットが置かれており、子供役の鶴太郎らが場を荒らし収拾を着かなくさせる。
シルエットクイズ
たけし司会、三浦、ゲスト、鶴太郎の三人が影に映っているのは誰かを当てる。

## 放送リスト
| 回 | 放送日 （1983年） | サブタイトル            |
| -- | ----------------- | ----------------------- |
| 1  | 7月6日            | 出現！バルタン星人      |
| 2  | 7月13日           | 五大博士ゲーム研究      |
| 3  | 7月20日           | 爆笑たけしの殿様…       |
| 4  | 7月27日           | 初登場マッチの内気先生  |
| 5  | 8月3日            | たけしの爆笑体操        |
| 6  | 8月10日           | たけしの爆笑七変化      |
| 7  | 8月17日           | 壮絶！木人38号爆死      |
| 8  | 8月31日           | 熱血マッチのTシャツ刑事 |
| 9  | 9月7日            | パニック！怪獣の日本    |
| 10 | 9月14日           | 奮闘マッチのTシャツ刑事 |
| 11 | 9月21日           | 明朗トシの敏腕弁護士    |
| 12 | 9月28日           | トシの熱血教師          |

参考：『朝日新聞縮刷版』朝日新聞社、1983年7月6日 - 同年9月28日付のラジオ・テレビ欄。

## 備考
- 番組のテーマソングは、出演者たちの名前を歌詞にしたものである。出演者それぞれが自分の名前の箇所を歌うのだが、たけしは決まって無気力に歌っていた。
- ダジャレベストテンで生まれた「タクシーをよく利用する有名人は誰？」「ビートタクシー（ビートたけし）」というダジャレが、後に日本テレビが製作したビートたけし・明石家さんま司会の特別番組（『たけし・さんま世紀末特別番組!! 世界超偉人伝説』の前身番組）で紹介された。これに影響されてか、同特番と共通のスタッフが制作している『世界まる見え!テレビ特捜部』でたけしがタクシーのかぶり物をして「ビートタクシー」と自己紹介していた。
- アニメプロデューサーの海部正樹は、TBS社員時代にこの番組のADを経験している。
- ビートたけし司会の番組は、この後1984年10月度からの『たけしのお笑いサドンデス』では前半の30分枠のみに縮小（後半はセガ・エンタープライゼス協賛のクイズ番組に変更）する形で継続されている。